# Euschistospiza cinereovinacea
Euschistospiza cinereovinacea е вид птица от семейство Estrildidae.

## Разпространение
Видът е разпространен в Ангола, Бурунди, Демократична република Конго, Руанда и Уганда.